# Phalakon Wokiang
Phalakon Wokiang (thailändisch พลากร วอกลาง, * 12. Dezember 1994), auch als Tommy bekannt, ist ein thailändischer Fußballspieler.

## Karriere
Phalakon Wokiang spielt seit mindestens 2020 beim Khon Kaen United FC. Wo er vorher gespielt hat, ist unbekannt. Der Verein aus Khon Kaen, einer Stadt in der Nordostregion von Thailand, dem Isan, spielt in der zweithöchsten Liga des Landes, der Thai League 2. Sein Zweitligadebüt für Khon Kaen gab er am 22. Februar 2020 im Heimspiel gegen den Ayutthaya United FC. Hier wurde er in der 71. Minute für Arthit Sunthornpit eingewechselt. In der Saison 2020/21 wurde er mit Khon Kaen Tabellenvierter und qualifizierte sich für die Aufstiegsspiele zur ersten Liga. Hier konnte man sich im Endspiel gegen den Nakhon Pathom United FC durchsetzen und stieg somit in die zweite Liga auf. Am Ende der Saison 2024/25 wurde er mit Khon Kaen Tabellenletzter und musste somit in die zweite Liga absteigen. Nach über 100 Ligaspielen wurde sein Vertrag im Sommer 2025 nicht verlängert. Im Juli 2025 unterschrieb er in Maha Sarakham einen Vertrag beim Zweitligisten Mahasarakham SBT FC. Mitte Juli 2025 wurde der Vertrag in beiderseitigen Einvernehmen wieder aufgelöst.